# Boursouma
Ne doit pas être confondu avec Boursorama.
Boursouma est une localité située dans le département de Oula de la province du Yatenga dans la région Nord au Burkina Faso.

## Géographie
Boursouma se trouve à 4 km au nord-ouest de Oula et à environ 12 km au sud-est du centre de Ouahigouya. Le village est à 3 km à l'est de la route nationale 2 reliant le centre au nord du pays.
Après un inventaire ligneux exhaustif, le territoire du village est devenu un site pilote au Burkina Faso pour tester des techniques de lutte contre la désertification et le reverdissement de la zone sahélienne, notamment par l'utilisation de cordons pierreux pour la régénération des arbres.

## Santé et éducation
Boursouma accueille un centre de santé et de promotion sociale (CSPS) tandis que le centre hospitalier régional (CHR) se trouve à Ouahigouya.
Boursouma possède ue école primaire privée, l'école Miftahoul-Djinaane. Le collège d'enseignement général se trouve à Oula et les études secondaires se font au lycée provincial de Ouahigouya.